# Nyamutukura (periodiskt vattendrag i Burundi, Ruyigi)
Nyamutukura är ett periodiskt vattendrag i Burundi.   Det ligger i provinsen Ruyigi, i den centrala delen av landet, 80 km öster om huvudstaden Bujumbura.
Omgivningarna runt Nyamutukura är en mosaik av jordbruksmark och naturlig växtlighet. Runt Nyamutukura är det ganska tätbefolkat, med 111 invånare per kvadratkilometer.